# Europees topschutter van het seizoen 2008/09
De titel Europees topschutter van het seizoen 2008/09, ook wel bekend als de Gouden Schoen, werd gewonnen door de Uruguayaan Diego Forlán, spelend voor Atlético Madrid.
Sinds het seizoen 1996/97 gaat de titel Europees topschutter van het seizoen niet meer automatisch naar de speler met de meeste doelpunten. De verschillende competities worden ingedeeld volgens de UEFA-coëfficiënten. De vijf sterkste competities (tot 1999/00 de sterkste acht) hebben een vermenigvuldigingsfactor twee. Competities 6 t/m 22 (tot 1999/00 21) factor 1,5 en de rest heeft factor 1. Daardoor kan het gebeuren dat een speler uit een zwakkere competitie meer doelpunten heeft gescoord dan de winnaar van de Gouden Schoen.

## Eindstand Gouden Schoen seizoen 2008/2009
| Plaats | Speler              | Goals | Waarde | Punten | Club                 |
| ------ | ------------------- | ----- | ------ | ------ | -------------------- |
| 1      | Diego Forlán        | 32    | x2     | 64     | Atlético Madrid      |
| 2      | Samuel Eto'o        | 30    | x2     | 60     | FC Barcelona         |
| 3      | Marc Janko          | 39    | x1,5   | 58,5   | Red Bull Salzburg    |
| 4      | Grafite             | 28    | x2     | 56     | VfL Wolfsburg        |
| 5      | David Villa         | 28    | x2     | 56     | Valencia CF          |
| 6      | Edin Džeko          | 26    | x2     | 52     | VfL Wolfsburg        |
| 7      | Zlatan Ibrahimović  | 25    | x2     | 50     | Internazionale       |
| 8      | Marco di Vaio       | 24    | x2     | 48     | Bologna FC 1909      |
| 9      | Mario Gómez         | 24    | x2     | 48     | VfB Stuttgart        |
| 10     | Diego Milito        | 24    | x2     | 48     | Genoa CFC            |
| 11     | André-Pierre Gignac | 24    | x2     | 48     | Toulouse FC          |
| 12     | Lionel Messi        | 23    | x2     | 46     | FC Barcelona         |
| 13     | Gonzalo Higuaín     | 21    | x2     | 42     | Real Madrid          |
| 14     | Patrick Helmes      | 21    | x2     | 42     | Bayer 04 Leverkusen  |
| 15     | Kris Boyd           | 27    | x1,5   | 40,5   | Rangers FC           |
| 16     | Erwin Hoffer        | 27    | x1,5   | 40,5   | Rapid Wien           |
| 17     | Álvaro Negredo      | 19    | x2     | 38     | UD Almería           |
| 18     | Alberto Gilardino   | 19    | x2     | 38     | ACF Fiorentina       |
| 19     | Thierry Henry       | 19    | x2     | 38     | FC Barcelona         |
| 20     | Nicolas Anelka      | 19    | x2     | 38     | Chelsea FC           |
| 21     | Vedad Ibišević      | 18    | x2     | 36     | TSG 1899 Hoffenheim  |
| 22     | Cristiano Ronaldo   | 18    | x2     | 36     | Manchester United FC |
| 23     | Raúl                | 18    | x2     | 36     | Real Madrid          |
| 24     | Frédéric Kanouté    | 18    | x2     | 36     | Sevilla CF           |
| 25     | Mounir El Hamdaoui  | 23    | x1,5   | 34,5   | AZ                   |
| 26     | Stefan Maierhofer   | 23    | x1,5   | 34     | Rapid Wien           |
| 27     | Karim Benzema       | 17    | x2     | 34     | Olympique Lyon       |
| 28     | Guillaume Hoarau    | 17    | x2     | 34     | Paris Saint-Germain  |
| 29     | Claudio Pizarro     | 17    | x2     | 34     | SV Werder Bremen     |
| 30     | Sergio Agüero       | 17    | x2     | 34     | Atlético Madrid      |
| 31     | Luis Suárez         | 22    | x1,5   | 33     | Ajax                 |
| 32     | Milivoje Novakovič  | 16    | x2     | 32     | 1. FC Köln           |
| 33     | Steven Gerrard      | 16    | x2     | 32     | Liverpool FC         |
| 34     | Kaká                | 16    | x2     | 32     | AC Milan             |
| 35     | Rhys Griffiths      | 31    | x1     | 31     | Llanelli AFC         |
| 36     | Seydou Doumbia      | 20    | x1,5   | 30     | BSC Young Boys       |
| 37     | Joseba Llorente     | 15    | x2     | 30     | Villarreal CF        |
| 38     | Milan Baroš         | 20    | x1,5   | 30     | Galatasaray SK       |
| 39     | Vágner Love         | 20    | x1,5   | 30     | CSKA Moskou          |
| 40     | Pato                | 15    | x2     | 30     | AC Milan             |

1968/69 ·
1969/70 ·
1970/71 ·
1971/72 ·
1972/73 ·
1973/74 ·
1974/75 ·
1975/76 ·
1976/77 ·
1977/78 ·
1978/79 ·
1979/80 ·
1980/81 ·
1981/82 ·
1982/83 ·
1983/84 ·
1984/85 ·
1985/86 ·
1986/87 ·
1987/88 ·
1988/89 ·
1989/90 ·
1990/91 ·
1991/92 ·
1992/93 ·
1993/94 ·
1994/95 ·
1995/96 ·
1996/97 ·
1997/98 ·
1998/99 ·
1999/00 ·
2000/01 ·
2001/02 ·
2002/03 ·
2003/04 ·
2004/05 ·
2005/06 ·
2006/07 ·
2007/08 ·
2008/09 ·
2009/10 ·
2010/11 ·
2011/12 ·
2012/13 ·
2013/14 ·
2014/15 ·
2015/16 ·
2016/17 ·
2017/18 ·
2018/19